# 斜面
斜面（しゃめん）とは、水平面に対して、垂直以外のある角度をもって設定された平滑な表面のことである。斜面があれば、荷物などの物体を移動するとき、持ち上げる（あるいは降ろす）距離よりも水平方向に長く移動させることで、運搬物に掛かる重力と比較して小さな力（積み荷に掛かる重力の斜面に対して平行な方向の分力よりも大きい力）を印加するだけで、作業者にとって強大な抗力に打ち勝って物が運べるようになる。土木工事においては、傾き（垂直成分／水平成分の比率）は、しばしば傾斜度、もしくは勾配（物理）(en:grade (geography))に当てはまる。斜面は、一般に認められた単純機械の一つである。

## 斜面の例
斜面の例の一つに、緩い坂や丘に設けられる斜路がある。また、大工道具の鑿、片手斧（ハチェット）(Hatchet)、犂（馬鍬）、ネイルガン(w:Nail gun)、鉋、楔などにも見られる。「斜面」という言葉が当てはまる一番模範的な例は、勾配（線形）が付いた平面である。例えば、高低差があるところを結ぶ道路や橋があげられる。

## ランプ
ランプ、若しくは傾斜路、スロープ、斜路は、望まれた高度の変化（高さ）へと到達するため、水平方向に伸びる距離（奥行き）を伸ばすことで、物体が垂直な距離を移動する事を簡単にする。傾斜路の勾配を変えることで、使用者は有益に積み荷を揚げたり下ろしたりするのに必要な力を変える事が出来る。
傾斜路は、車椅子、ベビーカー、ショッピングカートの通行を助けるため、階段の替わりにも使われる。2点間の水平距離が近い割に比高（垂直方向の距離）が大きい場合、傾斜路はつづら折れになることがある。

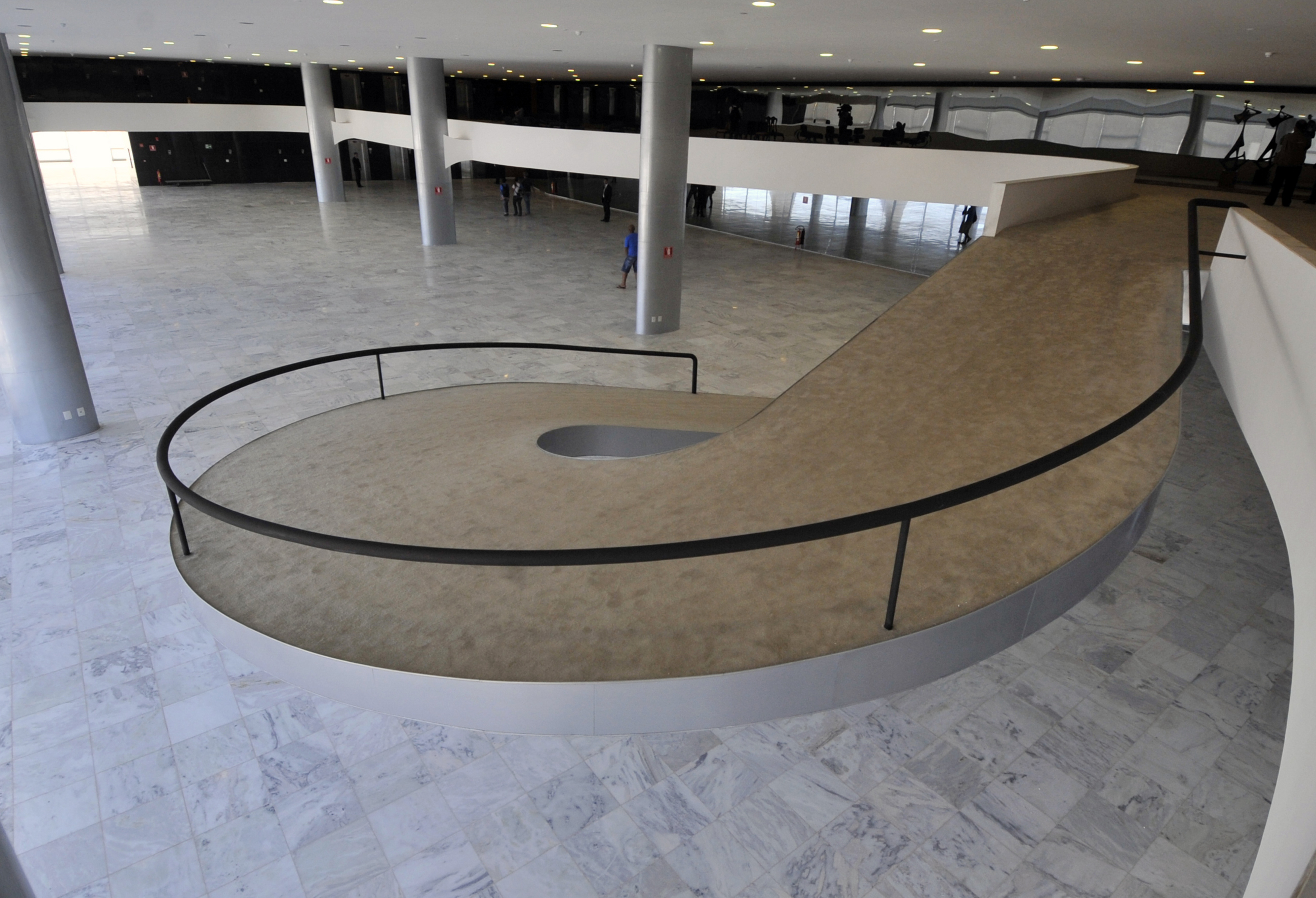
歩行者用スロープ
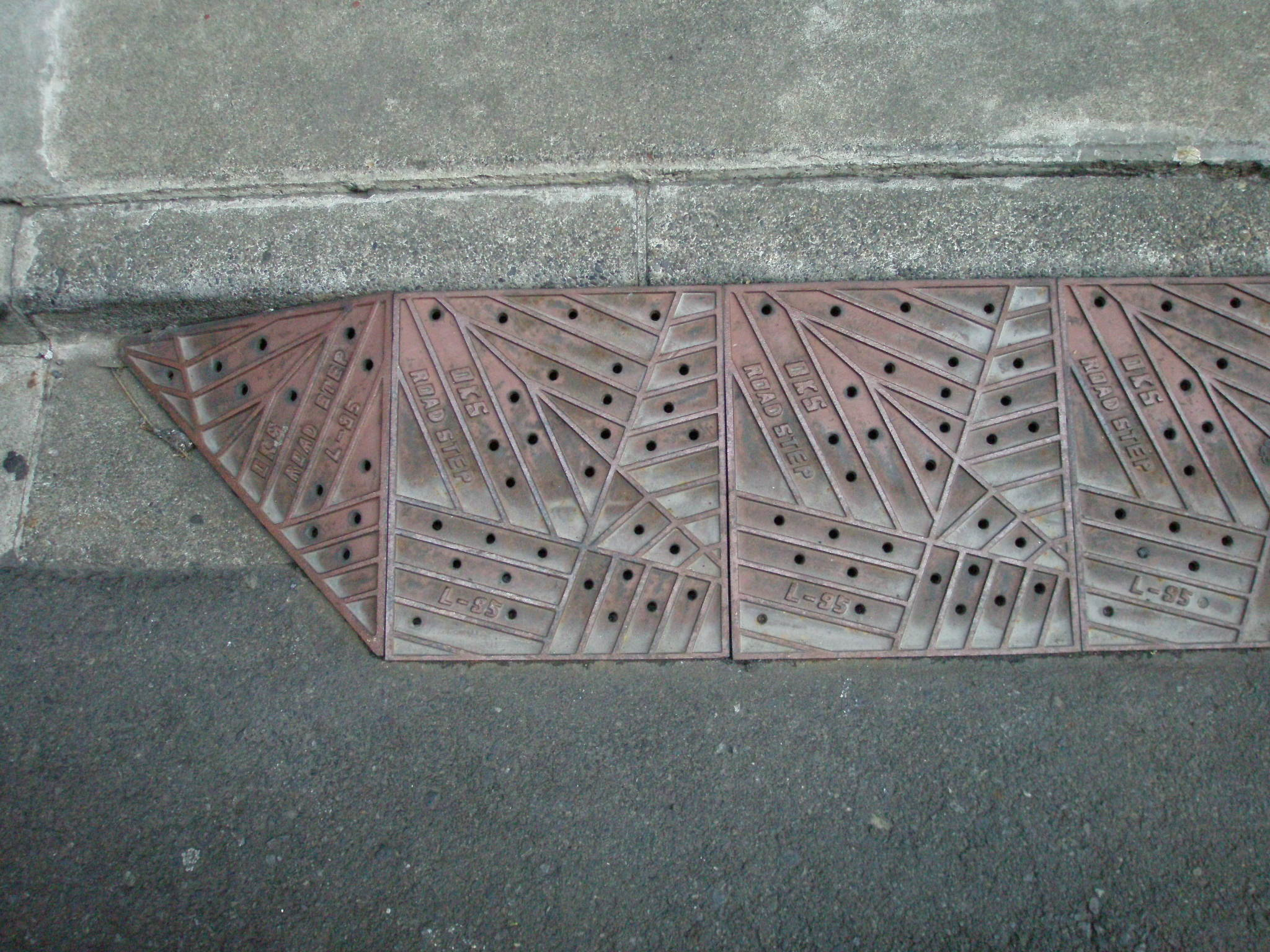
駐車スロープ
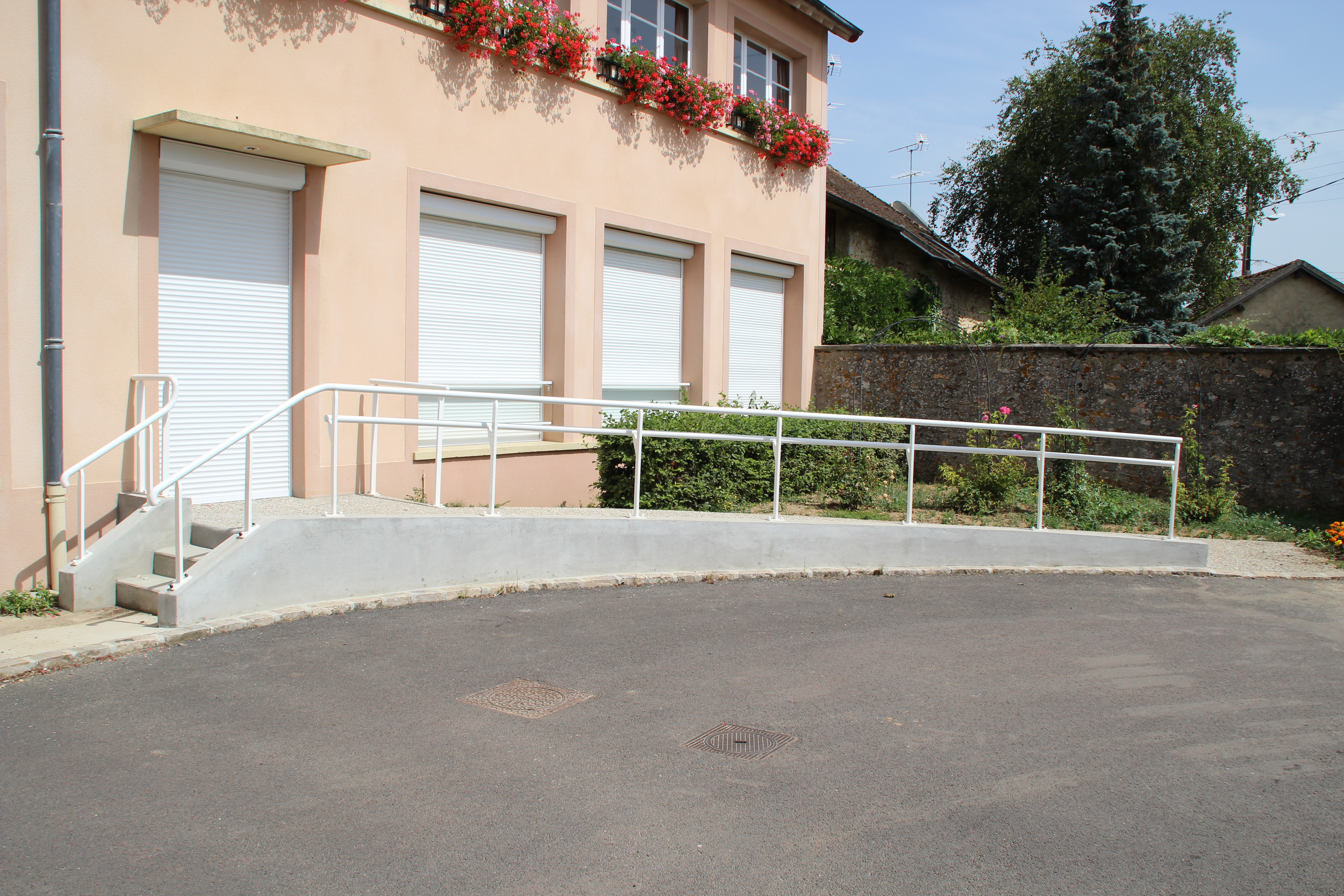
車椅子用スロープ(ランプ) (備え付け型)
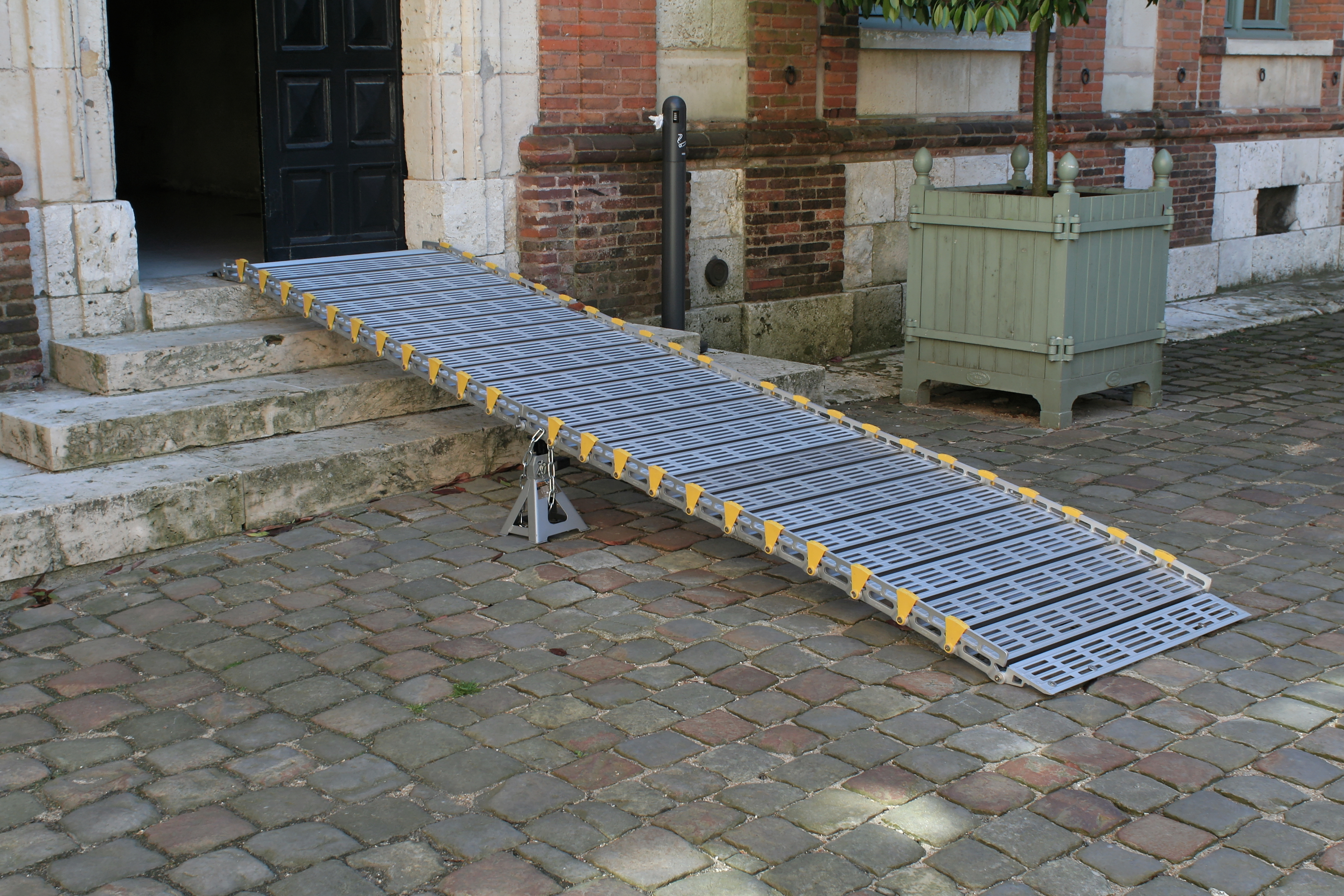
車椅子用スロープ(ランプ) (折り畳み型)
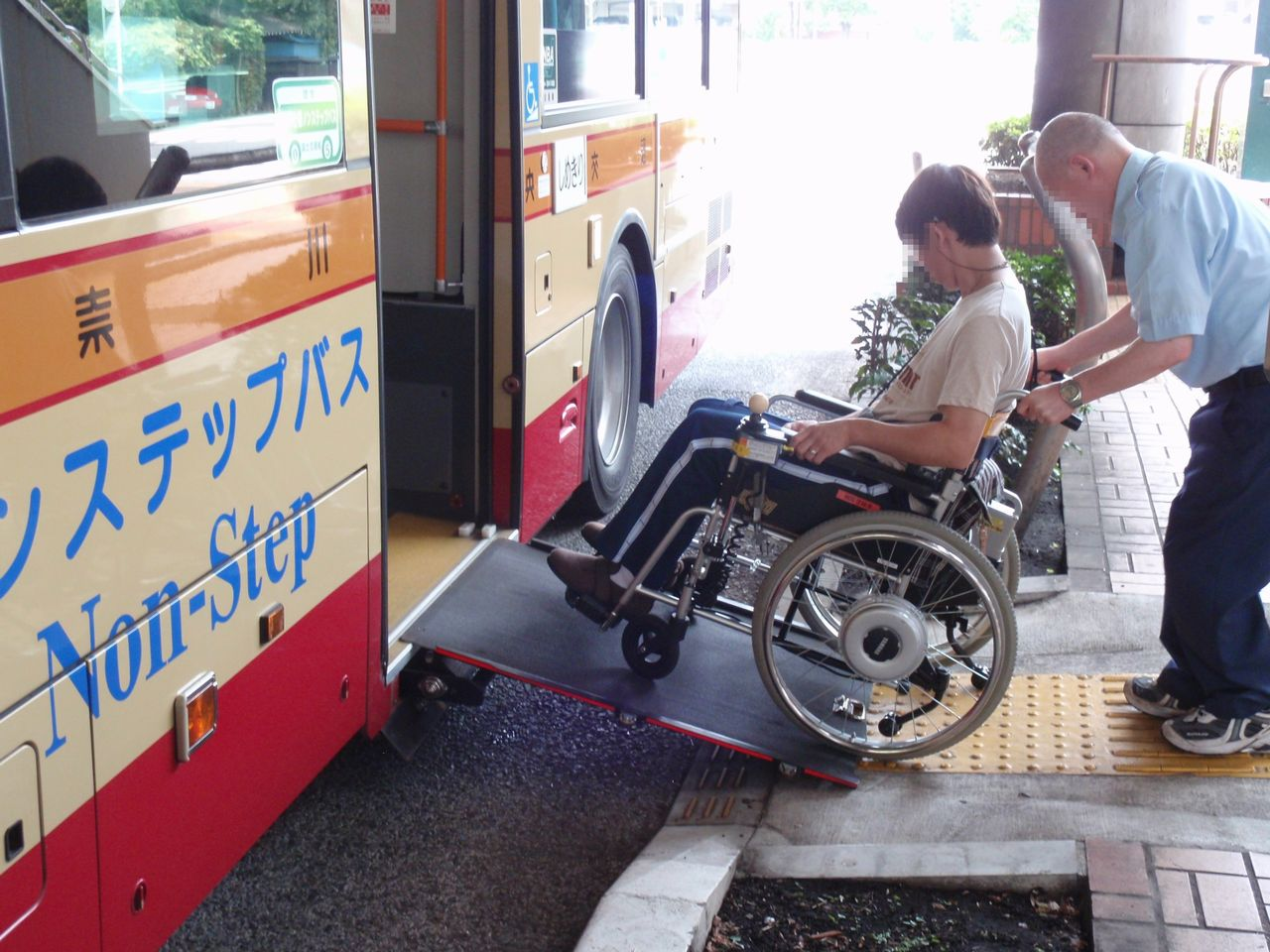
車椅子用のスロープ(ランプ)を使いバスに乗車している
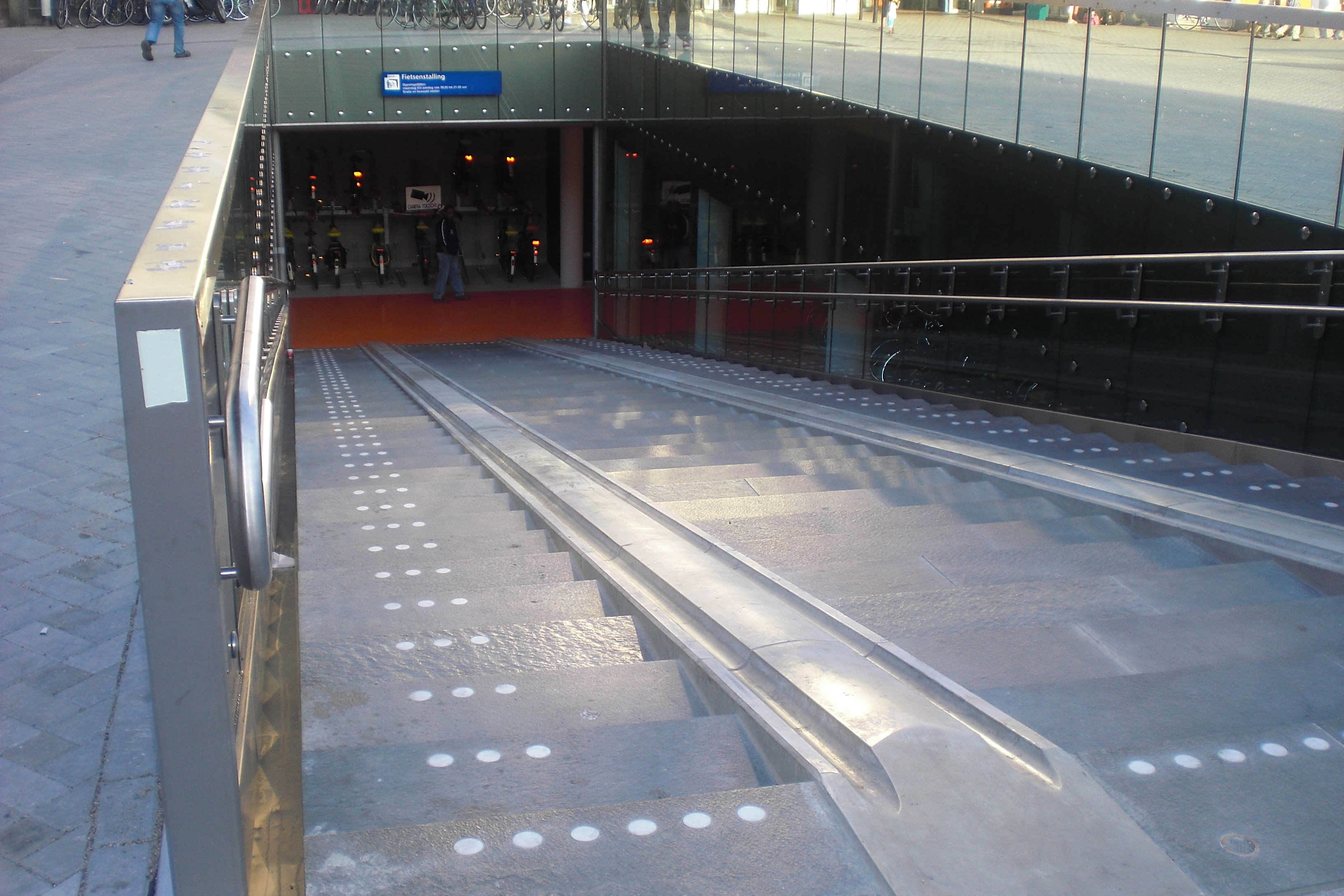
自転車用スロープ(斜路)付き階段
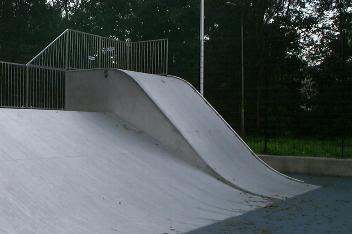
スケートボード用ランプ
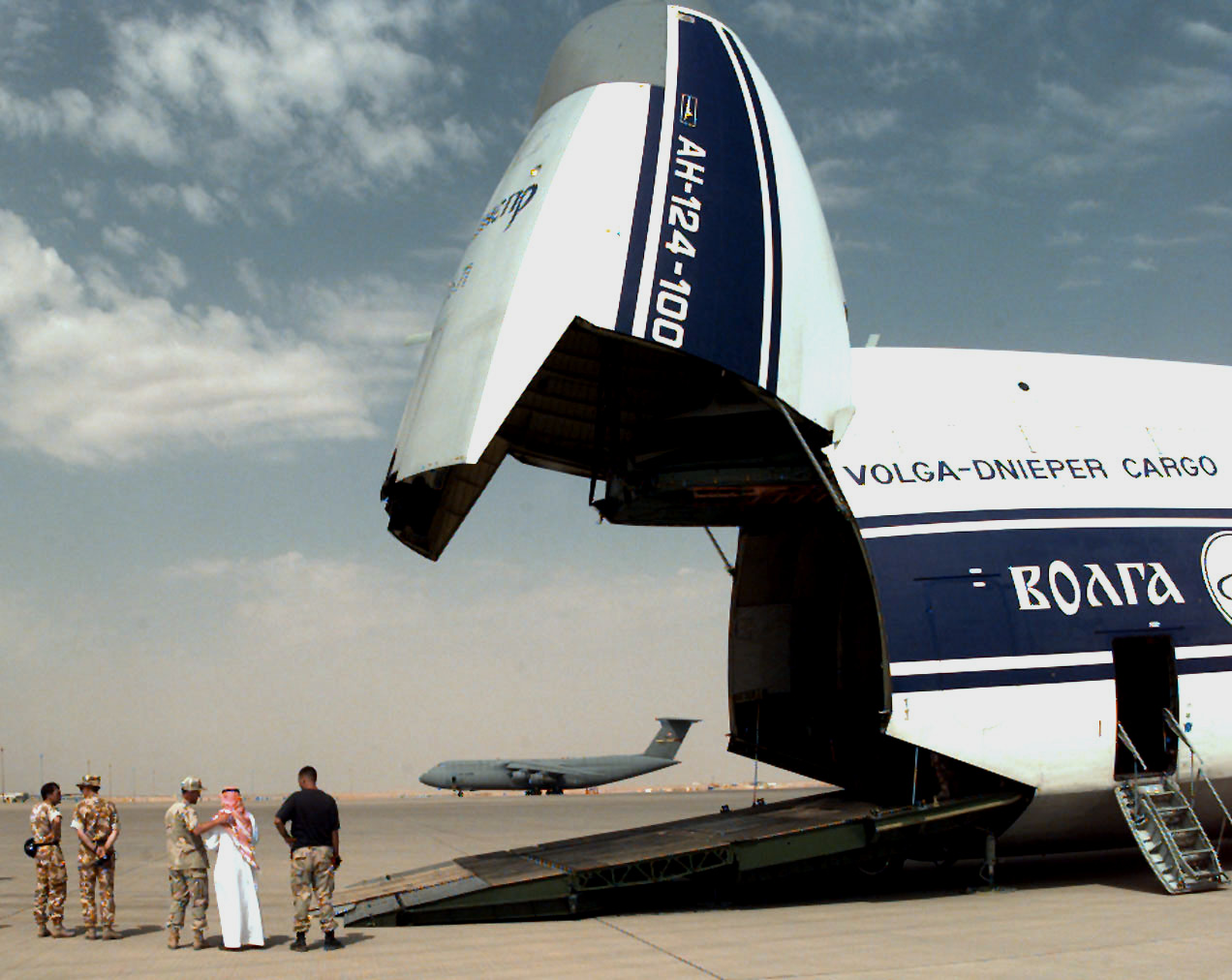
貨物機のスロープ
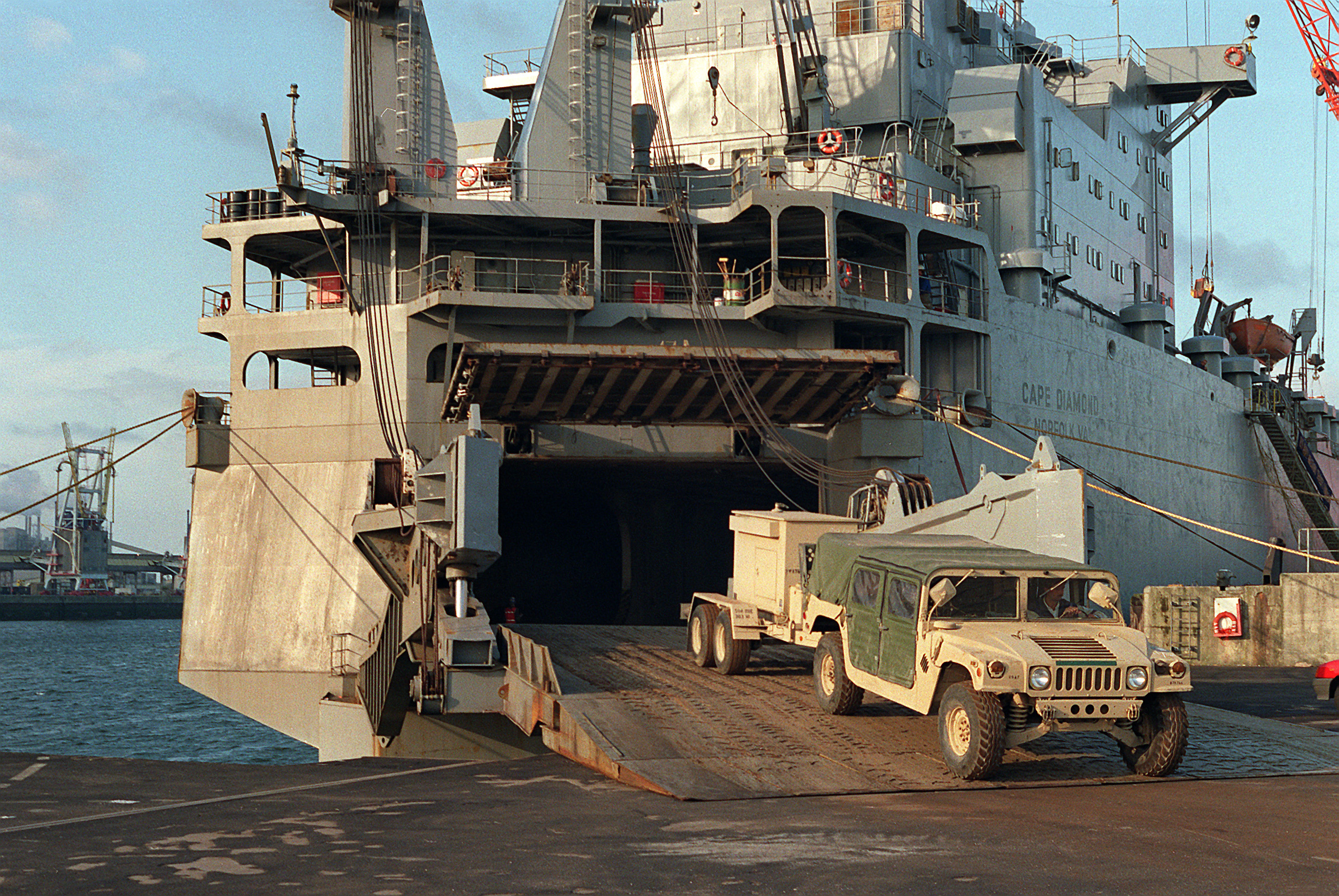
貨物船のランプウェイ
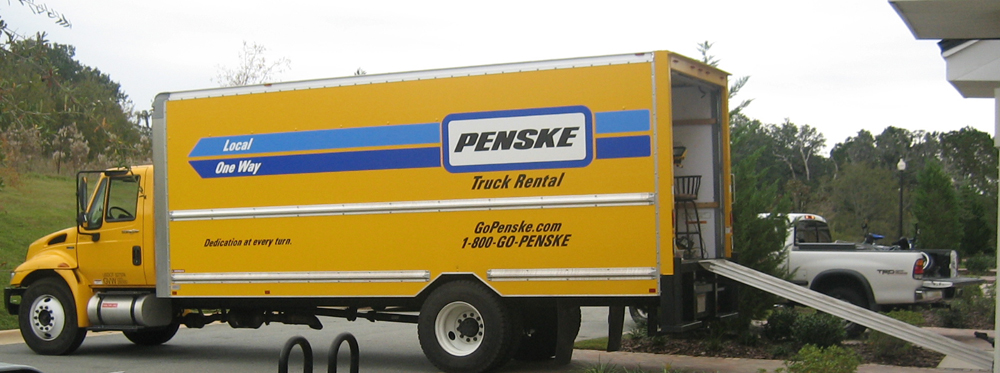
トラックのローディングランプ
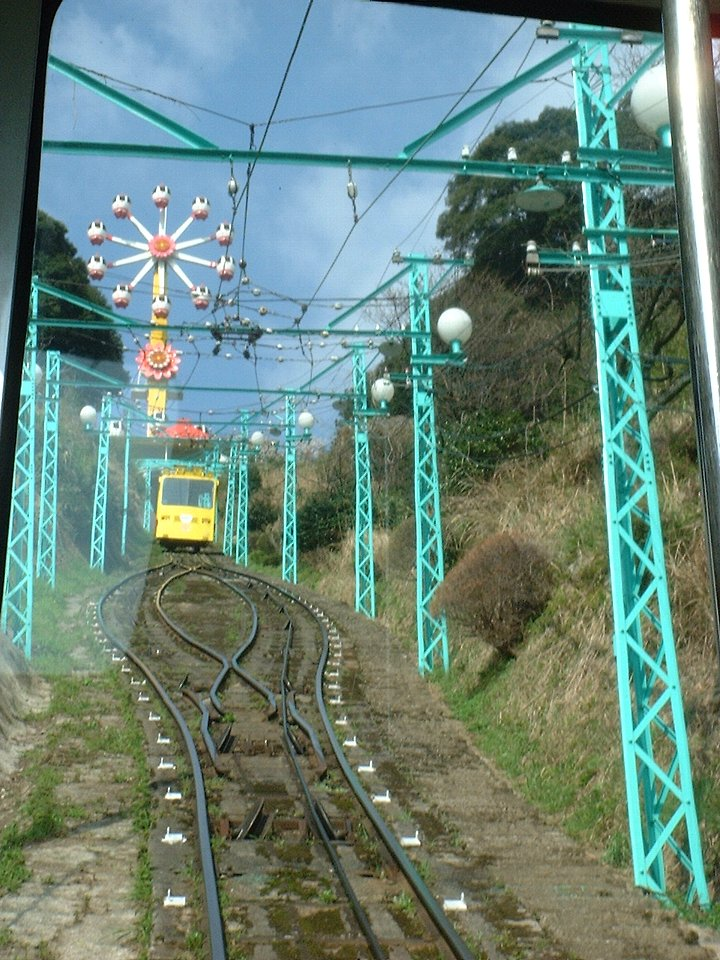
ケーブルカーの斜面
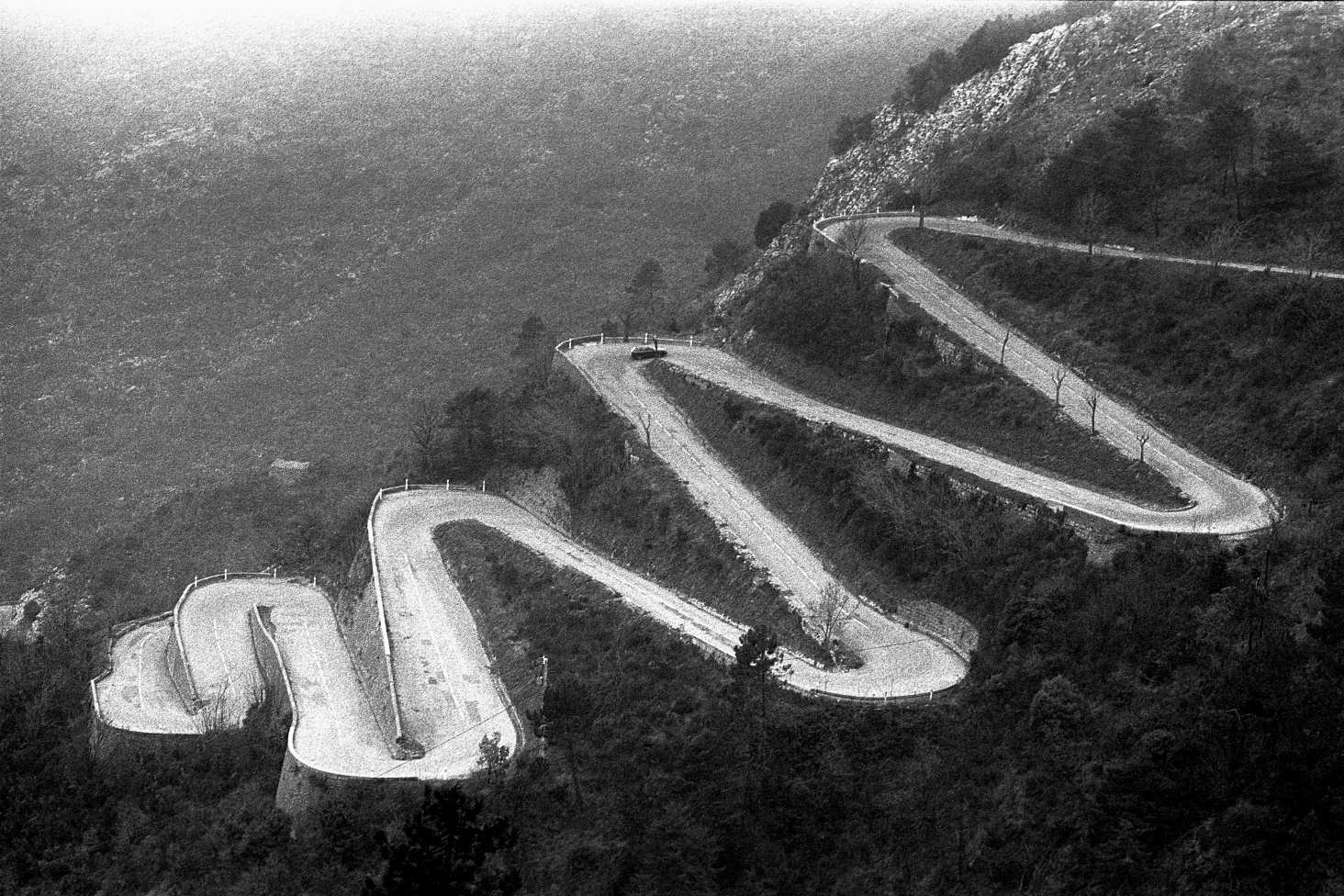
つづら折りの傾斜路